# Condado de Haliburton

O Condado de Haliburton é uma subdivisão administrativa da província canadense de Ontário. Sua capital é Minden.